# 小野礼子
小野 礼子（おの れいこ、1972年12月30日 - ）は、日本の元フリーアナウンサー。

## 来歴
岩手県出身。岩手県立水沢高等学校、國學院大學経済学部卒業。
大学を卒業後、1995年にテレビ山口 (tys) に入社。同期に元同局アナウンサーの橋本昌子（フリーアナウンサー）と伊賀透浩（宮崎放送アナウンス部長）がいる。
2001年9月いっぱいでテレビ山口を退社し、アメリカロサンゼルスの大学に留学。帰国後、オスカープロモーションに入社、フリーアナウンサーに転向。以後は関東地方を拠点に活動していたが、後に結婚し、長女と次女を出産。2009年11月に家族とともに日本を離れ、シンガポールへ移住した。

## 担当番組

### テレビ山口
- おはようクジラ（TBS）[1]
- JUMP[1]
- サタスパ！[2]
- エクスプレス（TBS）[2]
- タウン情報[2]
- TYSニュース[7]
- 生活空間Do![8]

### フリー転向後
- 鶴光の噂のゴールデンアワー（ニッポン放送） - 3代目アシスタント（2002年10月 - 2003年3月）
- TOYOTA 飛び出せ街かど天気予報（ニッポン放送）
- 高田文夫のラジオビバリー昼ズ（ニッポン放送） - 「ヤクルト健康応援隊」担当
- ヤクルト ハッピーインフォメーション（ニッポン放送）[9]
- oricon style（モバHO! オリコンチャンネル）
- ドコモ株情報（ラジオNIKKEI）
- 五木ひろしのとことん音楽道（TOKYO FM） - アシスタント